# Harrachovská hrobka
Hrobka rodu Harrachů je pohřební kaple svatého Kříže, která se nachází v centru Horní Branné v okrese Semily v Libereckém kraji. Byla postavena v pseudorománském stylu z iniciativy Františka Arnošta z Harrachu (1799–1884) v letech 1840–1870. Stavba je obklopena veřejně přístupným parkem se vzrostlými stromy a lavičkami. Kaple je využívána jako obřadní síň k vypravení pohřbů.
Pod kaplí se nachází krypta s ostatky zemřelých příslušníků rodu Harrachů, které sem byly přesunuty 4. března 1875 z kaple sv. Aloise ve špitále, který se nachází vedle hrobky. Nejznámější zde pochovaná osoba je patrně osvícený šlechtic Jan Nepomuk hrabě Harrach (1828–1909).

## Architektura
Stavba v tomto stylu je v severních Čechách unikátní. Tvar hrobky vychází ze dvou soustředných osmiúhelníků. Její povrch je tvořen střídajícími se kvádry červeného a bílého pískovce z nedalekého lomu. Do hrobky se vchází vstupním portálem bohatě zdobeným pásy pletenců a palmet. Vnitřní stěny osmiboké stavby jsou vykládané černými mramorovými deskami, na kterých jsou zlatým písmem vytesané tituly jednotlivých zde pohřbených členů rodu.

## Historie
Celkem dvakrát se lupiči vloupali do hrobky s nadějí, že tu naleznou cenné předměty. Poprvé to bylo v noci z 15. na 16. května 1925, kdy odnesli 3 mosazné svícny a mosazný lustr. Když však poznali, že se jedná pouze o mosaz, odhodili lup do nedaleké pískovny v lese Brabenci, kde za několik dní hrající si děti odcizené předměty nalezly.
Druhý pokus o loupež se stal v noci ze 4 na 5. srpna 1934. Ale tentokrát se lupiči nedostali do ochozu a odešli s nepořízenou.

## Rekonstrukce
První rekonstrukce proběhla již v roce 1975 na náklady místní organizace Svazarm.
Rozsáhlá oprava objektu proběhla v letech 2009–2011 v rámci rozsáhlé obnovy historického centra obce (zámek, hrobka, kostel, špitál a další). Rekonstrukce byla financována obcí Horní Branná, dotací EU, dotací z fondu kulturního dědictví Libereckého kraje a Ministerstva kultury České republiky v celkové hodnotě 3,5 milionu korun. Oprava byla provedena firmou akademického sochaře Jiřího Kašpara z Mostku. Rekonstruována byla především vnější fasáda (zbavení mechu, vyspárování, nahrazení drobných zdobných částí) a okolní park.

## Seznam pohřbených
Seznam vychází z nápisů na náhrobních deskách v interiéru hrobky.

### Chronologicky podle data úmrtí
V tabulce jsou uvedeny základní informace o pohřbených. Fialově jsou vyznačeni příslušníci rodu Harrachů, žlutě jsou vyznačeny manželky z jiných rodů, pokud zde byly pohřbeny. Červeně jsou zvýrazněni majitelé jilemnického panství. Generace jsou počítány od Bohuňka († 1339). V polovině 16. století byl Harrachům přiznán panský stav, v roce 1627 byl Karel I. Linhart (1570–1628) povýšen do hraběcího stavu. U manželek je generace v závorce a týká se generace manžela. Děti jsou vypsány v poznámce u matky, avšak pokud byla matka pohřbena jinde, jsou děti uvedeny v poznámce u otce.
| Po-řadí | Gene-race | Jméno pohřbeného                                                   | Datum a místo narození                        | Otec                                                                          | Datum a místo sňatku, choť                                                                                           | Pohřeb a uložení do hrobky                                                                        | Poznámky |
| Po-řadí | Gene-race | Jméno pohřbeného                                                   | Datum a místo úmrtí                           | Matka                                                                         | Datum a místo sňatku, choť                                                                                           | Pohřeb a uložení do hrobky                                                                        | Poznámky |
| ------- | --------- | ------------------------------------------------------------------ | --------------------------------------------- | ----------------------------------------------------------------------------- | --- | ------------------------------------------------------------------------------------------------- | --- |
| 1.      | (14.)     | Marie Josefa z Dietrichstein-Proskau                               | 2. 11. 1736 Vídeň                             | Karel Maxmilián z Dietrichsteinu 28. 4. 1702 Brno – 24. 10. 1784 Mikulov      | 20. 5. 1754 Vídeň: Arnošt Quido z Harrachu 8. 9. 1723 Vídeň – 23. 3. 1783 Vídeň                                      |                                                                                                   | Narodily se jí následující děti: - 1. Marie Josefa, provd. Wilczeková (1755–1783) - 2. Jan Nepomuk Arnošt (1756–1829) - 3. Arnošt Kryštof (1757–1838; č. 4) - 4. Marie Anna (1758–1763) - 5. Karel Boromejský (1761–1829; č. 2) - 6. Ferdinand Josef (1763–1841; č. 6) - 7. Marie Terezie (1764–1831) - 8. Eva Marie (*/† 1765) - 9. Marie Antonie (*/† 1775) |
| 1.      | (14.)     | Marie Josefa z Dietrichstein-Proskau                               | 21. 12. 1799 Vídeň                            | Marie Anna Josefa z Khevenhüller 25. 3. 1705 Klagenfurt – 4. 10. 1764 Vídeň   | 20. 5. 1754 Vídeň: Arnošt Quido z Harrachu 8. 9. 1723 Vídeň – 23. 3. 1783 Vídeň                                      |                                                                                                   | Narodily se jí následující děti: - 1. Marie Josefa, provd. Wilczeková (1755–1783) - 2. Jan Nepomuk Arnošt (1756–1829) - 3. Arnošt Kryštof (1757–1838; č. 4) - 4. Marie Anna (1758–1763) - 5. Karel Boromejský (1761–1829; č. 2) - 6. Ferdinand Josef (1763–1841; č. 6) - 7. Marie Terezie (1764–1831) - 8. Eva Marie (*/† 1765) - 9. Marie Antonie (*/† 1775) |
| 2.      | 15.       | Karel Boromejský z Harrachu                                        | 11. 5. 1761 Vídeň                             | Arnošt Quido z Harrachu 8. 9. 1723 Vídeň – 23. 3. 1783 Vídeň                  | |                                                                                                   | Komtur Řádu německých rytířů. |
| 2.      | 15.       | Karel Boromejský z Harrachu                                        | 19. 10. 1829 Vídeň                            | Marie Josefa z Dietrichstein-Proskau (č. 1)                                   | |                                                                                                   | Komtur Řádu německých rytířů. |
| 3.      | 17.       | Arnošt Břetislav z Harrachu                                        | 8. 10. 1830 Vídeň nebo Praha                  | František Arnošt z Harrachu (č. 13)                                           | |                                                                                                   | |
| 3.      | 17.       | Arnošt Břetislav z Harrachu                                        | 10. 11. 1837 zámek Prugg, Bruck an der Leitha | Anna Marie Terezie z Lobkowicz (č. 12)                                        | |                                                                                                   | |
| 4.      | 15.       | Arnošt Kryštof II. z Harrachu                                      | 29. 5. 1757 Vídeň                             | Arnošt Quido z Harrachu 8. 9. 1723 Vídeň – 23. 3. 1783 Vídeň                  | 2. 7. 1794 Vídeň: Marie Terezie z Dietrichstein-Proskau (č. 7)                                                       |                                                                                                   | |
| 4.      | 15.       | Arnošt Kryštof II. z Harrachu                                      | 14. 12. 1838 Vídeň                            | Marie Josefa z Dietrichstein-Proskau (č. 1)                                   | 2. 7. 1794 Vídeň: Marie Terezie z Dietrichstein-Proskau (č. 7)                                                       |                                                                                                   | |
| 5.      | 17.       | Marie Terezie z Harrachu                                           | 1833                                          | František Arnošt z Harrachu (č. 13)                                           | |                                                                                                   | |
| 5.      | 17.       | Marie Terezie z Harrachu                                           | 1839                                          | Anna Marie Terezie z Lobkowicz (č. 12)                                        | |                                                                                                   | |
| 6.      | 15.       | Ferdinand z Harrachu                                               | 17. 3. 1763 Vídeň                             | Arnošt Quido z Harrachu 8. 9. 1723 Vídeň – 23. 3. 1783 Vídeň                  | 7. 1. 1795: Jana Kristina Rajská z Dubnice 14. 5. 1767 Struppen – 8. 6. 1830 Drážďany                                |                                                                                                   | Narodily se mu následující děti: - 1. Karel Filip (1795–1878) - 2. Augusta, provd. Hohenzollernová (1800–1873; pohřbena v Mauzoleu v zámeckém parku Charlottenburg), kněžna lehnická a hraběnka z Hohenzollernu |
| 6.      | 15.       | Ferdinand z Harrachu                                               | 4. 12. 1841 Drážďany                          | Marie Josefa z Dietrichstein-Proskau (č. 1)                                   | 11. 6. 1833: Marie Anna Sauermann 15. 12. 1800 – 23. 8. 1879                                                         |                                                                                                   | Narodily se mu následující děti: - 1. Karel Filip (1795–1878) - 2. Augusta, provd. Hohenzollernová (1800–1873; pohřbena v Mauzoleu v zámeckém parku Charlottenburg), kněžna lehnická a hraběnka z Hohenzollernu |
| 7.      | (15.)     | Marie Terezie z Dietrichstein-Proskau                              | 24. 7. 1771 Vídeň                             | František Tomáš z Dietrichsteinu 13. 12. 1731 Vídeň – 29. 11. 1813 Vídeň      | 2. 7. 1794 Vídeň: Arnošt Kryštof II. z Harrachu (č. 4)                                                               |                                                                                                   | Dáma Řádu hvězdového kříže a palácová dáma. Narodily se jí následující děti: - 1. Jan Nepomuk (1795–1800) - 2. Marie Terezie (1798–1817) - 3. František Arnošt (1799–1884; č. 13) |
| 7.      | (15.)     | Marie Terezie z Dietrichstein-Proskau                              | 21. 1. 1852 Vídeň                             | Marie Karolína z Reischachu 8. 10. 1740 Nancy – 11. 10. 1782 Vídeň            | 2. 7. 1794 Vídeň: Arnošt Kryštof II. z Harrachu (č. 4)                                                               |                                                                                                   | Dáma Řádu hvězdového kříže a palácová dáma. Narodily se jí následující děti: - 1. Jan Nepomuk (1795–1800) - 2. Marie Terezie (1798–1817) - 3. František Arnošt (1799–1884; č. 13) |
| 8.      | 18.       | Alfréd z Harrachu                                                  | 26. 5. 1864                                   | Jan Nepomuk František z Harrachu (č. 15)                                      | | Dne 11. 6. 1864 převezen z Brucku an der Leitha do rodinné hrobky.                                | Zemřel ve věku 15 dní na vysílení během zápalu plic. |
| 8.      | 18.       | Alfréd z Harrachu                                                  | 10. 6. 1864 zámek Prugg, Bruck an der Leitha  | Marie Markéta z Lobkowicz (č. 10)                                             | | Dne 11. 6. 1864 převezen z Brucku an der Leitha do rodinné hrobky.                                | Zemřel ve věku 15 dní na vysílení během zápalu plic. |
| 9.      | 18.       | Johanna z Harrachu                                                 | 22. 1. 1869 Praha                             | Jan Nepomuk František z Harrachu (č. 15)                                      | |                                                                                                   | |
| 9.      | 18.       | Johanna z Harrachu                                                 | 22. 1. 1869 Praha                             | Marie Markéta z Lobkowicz (č. 10)                                             | |                                                                                                   | |
| 10.     | (17.)     | Marie Markéta z Lobkowicz (křimická linie roudnické primogenitury) | 13. 7. 1837 Praha                             | Jan Nepomuk Karel z Lobkowicz 14. 1. 1799 Vídeň – 6. 6. 1878 Konopiště        | 2. 8. 1856 Praha: Jan Nepomuk František z Harrachu (č. 15)                                                           |                                                                                                   | Dáma Řádu hvězdového kříže (1862) a palácová dáma. Od otce získala Želeč. Zemřela ve věku 33 let na rozklad krve. Narodily se jí následující děti: - 1. Karel František (1857–1920; č. 17) - 2. Anna, provd. Henn von Henneberg-Spigel (1858–1938) - 3. Gabriele, provd. Marenzi de Tagliuno et Talgate (1859–1942) - 4. Otto Jan Nepomuk (1863–1935, č. 18) - 5. Alfred (1864–1864; č. 8) - 6. Maria Theresia, provd. Wisniewski (1866–1947) - 7. Johanna (1869–1869; č. 9) - 8. Margarete, provd. Windisch-Grätz (1870–1935)                                                                            |
| 10.     | (17.)     | Marie Markéta z Lobkowicz (křimická linie roudnické primogenitury) | 2. 9. 1870 Aschach an der Donau               | Karolína Bruntálská z Vrbna 12. 2. 1815 Vídeň – 18. 10. 1843 Křimice          | 2. 8. 1856 Praha: Jan Nepomuk František z Harrachu (č. 15)                                                           |                                                                                                   | Dáma Řádu hvězdového kříže (1862) a palácová dáma. Od otce získala Želeč. Zemřela ve věku 33 let na rozklad krve. Narodily se jí následující děti: - 1. Karel František (1857–1920; č. 17) - 2. Anna, provd. Henn von Henneberg-Spigel (1858–1938) - 3. Gabriele, provd. Marenzi de Tagliuno et Talgate (1859–1942) - 4. Otto Jan Nepomuk (1863–1935, č. 18) - 5. Alfred (1864–1864; č. 8) - 6. Maria Theresia, provd. Wisniewski (1866–1947) - 7. Johanna (1869–1869; č. 9) - 8. Margarete, provd. Windisch-Grätz (1870–1935)                                                                            |
| 11.     | 18.       | Ludvík z Harrachu                                                  | 15. 12. 1873                                  | Alfréd Karel z Harrachu 9. 10. 1831 Praha – 5. 1. 1914 Opatija (Abbazia)      | |                                                                                                   | |
| 11.     | 18.       | Ludvík z Harrachu                                                  | 25. 3. 1874 Vídeň                             | Anna z Lobkowicz 5. 4. 1847 Vídeň – 25. 11. 1934 Aschach an der Donau         | |                                                                                                   | |
| 12.     | (16.)     | Anna Marie Terezie z Lobkowicz (roudnická primogenitura)           | 23. 1. 1809 Vídeň                             | Josef František Maxmilián z Lobkowicz 8. 12. 1772 Vídeň – 16. 12. 1816 Třeboň | 29. 5. 1827 Vídeň: František Arnošt z Harrachu (č. 13)                                                               | Obřad se konal 28. 10. 1881 v Brucku and der Leitha, poté byly ostatky převezeny do Horní Branné. | Dáma Řádu hvězdového kříže (1829) a palácová dáma. Zemřela ve věku 72 let na pyaemii. Narodily se jí následující děti: - 1. Jan Nepomuk František (1828–1909; č. 15) - 2. Arnošt Břetislav (1830–1837; č. 3) - 3. Alfréd Karel (1831–1914; č. 16) - 4. Marie Terezie (1833–1839; č. 5) |
| 12.     | (16.)     | Anna Marie Terezie z Lobkowicz (roudnická primogenitura)           | 25. 10. 1881 zámek Prugg, Bruck an der Leitha | Marie Karolína ze Schwarzenbergu 7. 9. 1775 Vídeň – 24. 1. 1816 Praha         | 29. 5. 1827 Vídeň: František Arnošt z Harrachu (č. 13)                                                               | Obřad se konal 28. 10. 1881 v Brucku and der Leitha, poté byly ostatky převezeny do Horní Branné. | Dáma Řádu hvězdového kříže (1829) a palácová dáma. Zemřela ve věku 72 let na pyaemii. Narodily se jí následující děti: - 1. Jan Nepomuk František (1828–1909; č. 15) - 2. Arnošt Břetislav (1830–1837; č. 3) - 3. Alfréd Karel (1831–1914; č. 16) - 4. Marie Terezie (1833–1839; č. 5) |
| 13.     | 16.       | František Arnošt z Harrachu                                        | 13. 12. 1799 Vídeň                            | Arnošt Kryštof II. z Harrachu (č. 4)                                          | 29. 5. 1827 Vídeň: Anna Marie Terezie z Lobkowicz (č. 12)                                                            |                                                                                                   | Stavebník hrobky a objednavatel novogotické novostavby zámku Hrádek u Nechanic. C. k. komoří (1821), tajný rada (1854), dědičný člen Panské sněmovny rakouské Říšské rady (1861–1884), rytíř Řádu železné koruny 1. třídy (1854), rytíř Řádu zlatého rouna (1862), majitel majorátu Jilemnice. |
| 13.     | 16.       | František Arnošt z Harrachu                                        | 26. 2. 1884 Nice                              | Marie Terezie z Dietrichstein-Proskau (č. 7)                                  | 29. 5. 1827 Vídeň: Anna Marie Terezie z Lobkowicz (č. 12)                                                            |                                                                                                   | Stavebník hrobky a objednavatel novogotické novostavby zámku Hrádek u Nechanic. C. k. komoří (1821), tajný rada (1854), dědičný člen Panské sněmovny rakouské Říšské rady (1861–1884), rytíř Řádu železné koruny 1. třídy (1854), rytíř Řádu zlatého rouna (1862), majitel majorátu Jilemnice. |
| 14.     | (17.)     | Marie Terezie z Thurn-Taxisu                                       | 7. 1. 1856 Praha                              | Hugo z Thurn-Taxisu 3. 7. 1817 Praha – 28. 11. 1889 Loučeň                    | 15. 10. 1878 Praha: Jan Nepomuk František z Harrachu (č. 15)                                                         |                                                                                                   | Dáma Řádu hvězdového kříže (1879) a palácová dáma, nejvyšší hofmistryně císařovny Alžběty (1897–1898), nejvyšší hofmistryně císařského dvora, dáma Maltézského řádu, držitelka velkokříže Řádu Alžběty (1898). Narodil se jí následující syn: - Ernst Franz Hugo (1879–1971) |
| 14.     | (17.)     | Marie Terezie z Thurn-Taxisu                                       | 20. 8. 1908 zámek Prugg, Bruck an der Leitha  | Almeria z Belcredi 8. 10. 1819 Nový Jimramov – 25. 9. 1914 Loučeň             | 15. 10. 1878 Praha: Jan Nepomuk František z Harrachu (č. 15)                                                         |                                                                                                   | Dáma Řádu hvězdového kříže (1879) a palácová dáma, nejvyšší hofmistryně císařovny Alžběty (1897–1898), nejvyšší hofmistryně císařského dvora, dáma Maltézského řádu, držitelka velkokříže Řádu Alžběty (1898). Narodil se jí následující syn: - Ernst Franz Hugo (1879–1971) |
| 15.     | 17.       | Jan Nepomuk František z Harrachu                                   | 2. 11. 1828 Vídeň                             | František Arnošt z Harrachu (č. 13)                                           | 2. 8. 1856 Praha: Marie Markéta z Lobkowicz (č. 10)                                                                  |                                                                                                   | C. k. komoří (1856), tajný rada (1886), dědičný člen rakouské Panské sněmovny (1884–1909), major v záloze, rytíř Řádu zlatého rouna (1896), držitel velkokříže Leopoldova řádu (1901), majitel statků Prugg, Konárovice a majorátu Jilemnice. |
| 15.     | 17.       | Jan Nepomuk František z Harrachu                                   | 12. 12. 1909 Vídeň                            | Anna Marie Terezie z Lobkowicz (č. 12)                                        | 15. 10. 1878 Praha: Marie Terezie z Thurn-Taxisu (č. 14)                                                             |                                                                                                   | C. k. komoří (1856), tajný rada (1886), dědičný člen rakouské Panské sněmovny (1884–1909), major v záloze, rytíř Řádu zlatého rouna (1896), držitel velkokříže Leopoldova řádu (1901), majitel statků Prugg, Konárovice a majorátu Jilemnice. |
| 16.     | 17.       | Alfréd Karel z Harrachu                                            | 9. 10. 1831 Praha                             | František Arnošt z Harrachu (č. 13)                                           | 26. 7. 1869 Vídeň: Anna z Lobkowicz 5. 4. 1847 Vídeň – 25. 11. 1934 Aschach an der Donau                             |                                                                                                   | C. k. komoří (1857), tajný rada (1899), rytmistr v záloze, rytíř Leopoldova řádu (1884), rytíř Řádu železné koruny 2. třídy (1891), majitel statků Janovice u Rýmařova a Aschach. Narodily se mu následující děti: - 1. František Maria Alfréd (1870–1937; pohřben v Lobkowiczké hrobce v Netíně) - 2. Leopoldina, provd. Serényi de Kis-Serény (1872–1917) - 3. Ludvík (1873–1874; č. 11) - 4. Ludovika (Ludwiga), provd. Wamboldt von Umstadt (1876–1942) - 5. Marianna, provd. von und zu Sprinzenstein und Neuhaus (1880–1912) Manželka byla pohřbena na hřbitově v Hartkirchenu v Horních Rakousích. |
| 16.     | 17.       | Alfréd Karel z Harrachu                                            | 5. 1. 1914 Opatija (Abbazia)                  | Anna Marie Terezie z Lobkowicz (č. 12)                                        | 26. 7. 1869 Vídeň: Anna z Lobkowicz 5. 4. 1847 Vídeň – 25. 11. 1934 Aschach an der Donau                             |                                                                                                   | C. k. komoří (1857), tajný rada (1899), rytmistr v záloze, rytíř Leopoldova řádu (1884), rytíř Řádu železné koruny 2. třídy (1891), majitel statků Janovice u Rýmařova a Aschach. Narodily se mu následující děti: - 1. František Maria Alfréd (1870–1937; pohřben v Lobkowiczké hrobce v Netíně) - 2. Leopoldina, provd. Serényi de Kis-Serény (1872–1917) - 3. Ludvík (1873–1874; č. 11) - 4. Ludovika (Ludwiga), provd. Wamboldt von Umstadt (1876–1942) - 5. Marianna, provd. von und zu Sprinzenstein und Neuhaus (1880–1912) Manželka byla pohřbena na hřbitově v Hartkirchenu v Horních Rakousích. |
| 17.     | 18.       | Karel František z Harrachu                                         | 4. 5. 1857 Praha                              | Jan Nepomuk František z Harrachu (č. 15)                                      | |                                                                                                   | Zbaven svéprávnosti a vyloučen z nástupnictví majorátu. |
| 17.     | 18.       | Karel František z Harrachu                                         | 7. 12. 1920 Praha                             | Marie Markéta z Lobkowicz (č. 10)                                             | |                                                                                                   | Zbaven svéprávnosti a vyloučen z nástupnictví majorátu. |
| 18.     | 18.       | Otto Jan Nepomuk z Harrachu                                        | 10. 2. 1863 Praha-Nové Město                  | Jan Nepomuk František z Harrachu (č. 15)                                      | 14. 1. 1902 Vídeň: Karoline Marie z Öttingen-Öttingenu a Öttingen-Wallersteinu 22. 2. 1873 Praha – 15. 3. 1959 Vídeň |                                                                                                   | C. k. komoří (1888), poručík v záloze, majitel statků Prugg, Rohrau a majorátu Jilemnice. Narodily se mu následující děti: - 1. Ernestina Antonie, provd. Lexa von Aehrenthal (1903–1990) - 2. Johann Nepomuk Anton (1904–1945) |
| 18.     | 18.       | Otto Jan Nepomuk z Harrachu                                        | 10. 9. 1935 Hrádek u Nechanic                 | Marie Markéta z Lobkowicz (č. 10)                                             | 14. 1. 1902 Vídeň: Karoline Marie z Öttingen-Öttingenu a Öttingen-Wallersteinu 22. 2. 1873 Praha – 15. 3. 1959 Vídeň |                                                                                                   | C. k. komoří (1888), poručík v záloze, majitel statků Prugg, Rohrau a majorátu Jilemnice. Narodily se mu následující děti: - 1. Ernestina Antonie, provd. Lexa von Aehrenthal (1903–1990) - 2. Johann Nepomuk Anton (1904–1945) |